# Juan Luis Barragán Rodríguez
Juan Luis Barragán Rodríguez, detto Juanjo (Madrid, 24 agosto 1972), è un ex giocatore di calcio a 5 spagnolo, campione europeo con la Nazionale spagnola nel 1996.

## Carriera
Barragán ha disputato 27 incontri con la Nazionale di calcio a 5 della Spagna, partecipando al vittorioso campionato europeo del 1996 e alla successiva Coppa del Mondo conclusa dalle furie rosse al secondo posto. A livello di club, Barragán ha giocato con Redislogar, Deporsala, Segovia, Playas de Castellón, Cartagena e Talavera.

## Palmarès
- Campionato d'Europa: 1
1996